# Филатов, Николай Михайлович (скульптор)
Никола́й Миха́йлович Фила́тов (род. 27 августа 1952, Поводимово, Мордовская АССР) — скульптор, Заслуженный художник Российской Федерации (2010), народный художник Республики Мордовия (2005), дважды лауреат Госпремии Республики Мордовия (1992,2003), лауреат премии Главы Республики Мордовия (2008), член-корреспондент РАХ (2019).

## Биография
Родился 27 августа 1952 года в селе Поводимово. Николай, по национальности эрзя, родился и вырос в многодетной крестьянской семье, в которой было пятеро детей — три брата и две сестры.
Отец Николая — Михаил Васильевич служил лесодесятником, контролировал вырубку лесных насаждений, он самостоятельно освоил столярное ремесло. Собственными руками смастерил практически всю домашнюю мебель — ничуть не хуже фабричной.
Мать Николая — Анастасия Ивановна вела домашнее хозяйство, содержала полный двор скотины и воспитывала
детей. Художественным наукам её никто не обучал, но она всегда старалась придумать что-нибудь необычное. Лепила из теста забавных зверушек, и дети невольно приобщались к этому процессу.
В Пензенское художественное училище имени К. А. Савицкого Николая приняли без начального художественного образования, он окончил его в 1977 году. В училище Николай познакомился с будущей женой Галиною.
В 1984 году Николай окончил Ленинградскую академию художеств имени И. Е. Репина, где проходил обучение в мастерской профессора, народного художника СССР В. Б. Пинчука. С 1984 года Филатов преподаватель Саранского художественного училища имени Ф. В. Сычкова и с 2003 преподаватель кафедры дизайна и рекламы Мордовского государственного университета имени Н. П. Огарёва. Работает в области станковой, монументальной скульптуры, мелкой пластики. Используемые материалы: бронза, гранит, гипс, глина. Работы: «Молодой механизатор» (1984), «Мальчик с собакой» (1986), «Портрет Николая Макушкина» (1987), «Христос» (1992—99). Автор ряда скульптурных работ, установленных в городе Саранске, среди которых: памятники Степану Эрьзе, стоит перед музеем (1996, соавтор — Г. М. Филатов), Александру Пушкину, находится на фонтанном спуске (2001, вместе с Н. В. Трибушининым, С. П. Ходневым), патриарху Никону (2006), Федору Ушакову (2006), Семье (возле храма на пересечении улиц Демократической и Советской. 2008), а также скульптурная группа перед Национальным театром — четыре бронзовые фигуры: мокшанка с веткой цветущей яблони, эрзянка с чашей-братиной, старик, опирающийся на посох и юноша, выпускающий из рук птицу (2007). Филатов автор памятника воинам, погибшим в годы Великой Отечественной войны (1989, село Кочелаево).
За памятник Александру Пушкину Николай Филатов был удостоен «Золотой медали» Академии художеств России (2004).
Работы Филатова постоянно принимают участие в качестве экспонентов на выставках, галереях, вернисажей: региональной «Большая Волга. Искусство республик Поволжья» (г. Саранск, 2004 год); межрегиональной «Единение» (г. Н. Новгород, 2007 год); всероссийской «Образ Родины» (г. Вологда, 2006 год); выставки-конкурса «Золотая палитра» (г. Саратов, 2007 год), выставки скульптуры (г. Липецк, 2006 год); международных «Победа» (г. Москва, 2005 год); «Ялгат» (г. Саранск, 2007 год). Персональная выставка Филатова — Саранск, 1992 год.
Работы Филатова находятся в Смоленском государственном музее-заповеднике, Белгородской картинной галерее, картинной галерее города Узловая Тульской области, МРМИИ. Филатов награждён медалью «В память 850-летия Москвы».
Филатов работает над созданием памятника российскому флотоводцу Федору Ушакову, который будет установлен в городе Сочи.
В символический рейтинг самых добрых памятников мира вошёл памятник Семье созданный Николаем Филатовым заняв пятое место из 15, расположенный в центре Саранска.
Награждён Орден славы III степени (2012)

## Произведения
- Памятник погибшим воинам в с. Кочелаево Ковылкинский район Республики Мордовия, 1986
- Памятники Степану Эрьзе, (соавтор — Г. М. Филатов), Саранск, 1996
- Памятник Александру Пушкину, Саранск, 2002
- Памятник Воинам-интернационалистам, Саранск, 2005
- Памятник патриарху Никону, Саранск, 2006
- Памятник Фёдору Ушакову, Саранск, 2006
- Памятник Семье (возле храма на пересечении улиц Демократической и Советской), Саранск 2008
- Скульптурная группа перед Национальным театром — четыре бронзовые фигуры: "Мокшанка" с веткой цветущей яблони, "Эрзянка" с чашей-братиной, "Мудрость" старик, опирающийся на посох и "Юность" юноша, выпускающий из рук птиц, Саранск, 2007
- Памятник Кириллу и Мефодию, Саранск, 2015
- Памятник философу Михаилу Бахтину, Саранск, 2015
- Памятник Защитникам правопорядка, Саранск , 2019

Художник работает в области станковой, монументальной скульптуры, мелкой пластики.

## Награды и почётные звания
- 1992 - Государственная премия Республики Мордовия;
- 1997 - Медаль «В память 850-летию Москвы»;
- 1999 - звание Заслуженный художник Республики Мордовия -  за заслуги в области искусства;
- 2000 - Поощрительный диплом за участие в акции «Русь Православная», посвященной 2000-летию Рождества Христова;
- 2003 - Государственная премия Республики Мордовия — за создание монументального произведения "Памятник А. С. Пушкину"
- 2004 - Диплом секретариата СХ России в номинации «Победители конкурса» выставки «Большая Волга. Искусство республик Поволжья»;
- 2004 - Золотая медаль Российской академии художеств [2] - за памятник Александру Пушкину ;
- 2005 - звание Народный художник Республики Мордовия -  за заслуги в области искусства;
- 2008 - Премия Главы Республики Мордовия - за высокие достижения в художественном творчестве и большой вклад в развитие изобразительного искусства;
- 2009 - Золотая медаль Союз художников России «Духовность. Традиции. Мастерство» (2009, 2017);
- 2010 - звание Заслуженный художник Российской Федерации;
- 2012 - Орден Славы III степени Республики Мордовия;
- 2016 - Премия имени Степана Эрьзи в области изобразительного искусства;
- 2017 - Медаль Республики Мордовия «За межнациональное согласие»;
- 2019 - Член-корреспондент Российской академии художеств[2];
- 2022 - Медаль «Шувалов» Российской академии художеств.

## Выставки
- Выставка произведений молодых художников Ленинграда «Молодость страны». Ленинград. 1984
- Всероссийская выставка «Мир отстояли – мир сохраним». Москва. 1985
- Всесоюзная художественная выставка «40 лет Победы». Москва. 1985
- Всероссийская выставка «Советская Россия – 6». Москва. 1985
- Всероссийская выставка «По родной стране». Москва. 1987
- Всесоюзная выставка выпускников Академии художеств СССР. Москва. 1988
- 2-я всероссийская выставка «Художники автономных, республик, краев и областей России». Москва. 1989
- Всероссийская выставка «Россия – VIII». Москва. 1993
- Всероссийская выставка, посвященная 850-летию основания Москвы. Москва. 1997
- Всероссийская выставка «Россия – IX». Москва. 1999
- Всероссийская выставка «55 лет Победы». Москва. 2000
- Всероссийская выставка «Имени Твоему», посвященная 2000-летию Рождества Христова. Москва. 2000
- Всероссийская выставка «Россия – Х». Москва. 2004
- Международная художественная выставка, посвященная 60-летию Победы в Великой Отечественной войне. Москва. 2005
- Всероссийская выставка скульптуры. Липецк. 2006
- Всероссийская художественная выставка «Золотая палитра». Саратов. 2007
- Международная художественная выставка «Ялгат» в рамках Международного фестиваля культуры финно-угорских народов. Саранск. 2007
- Россия – XI. Москва, 2009
- Всероссийская выставка скульптуры. Саранск, 2009
- Всероссийская выставка «Большая Волга – искусство республик Поволжья». Саранск. 2011
- Всероссийская выставка «Россия – Родина моя». Саранск, 2012
- Всероссийская выставка «Россия – XII». Москва, 2014
- Всероссийская выставка «Лики России». Архангельск, 2016
- Региональная выставка «Большая Волга – XII». Н. Новгород, 2018
- Межрегиональная выставка-конкурс «Красные ворота / Против течения». Саранск, 2018, 2020

Персональные выставки:
- Персональная выставка. Саранск, 1985
- Персональная выставка в связи с выдвижением  на соискание Государственной премии Республики Мордовия (совместно с Г. М. Филатов). Саранск, 1992

## Семья
У Николая Филатова и его жены Галины два сына, которые также решили продолжить семейную династию, старший Сергей Николаевич (1986 года рождения) - скульптор, младший Александр Николаевич  (1989 года рождения) — скульптор.
Младший родной брат Николая: Григорий Михайлович Филатов — скульптор, заслуженный художник Республики Мордовия.

## Работы Филатова

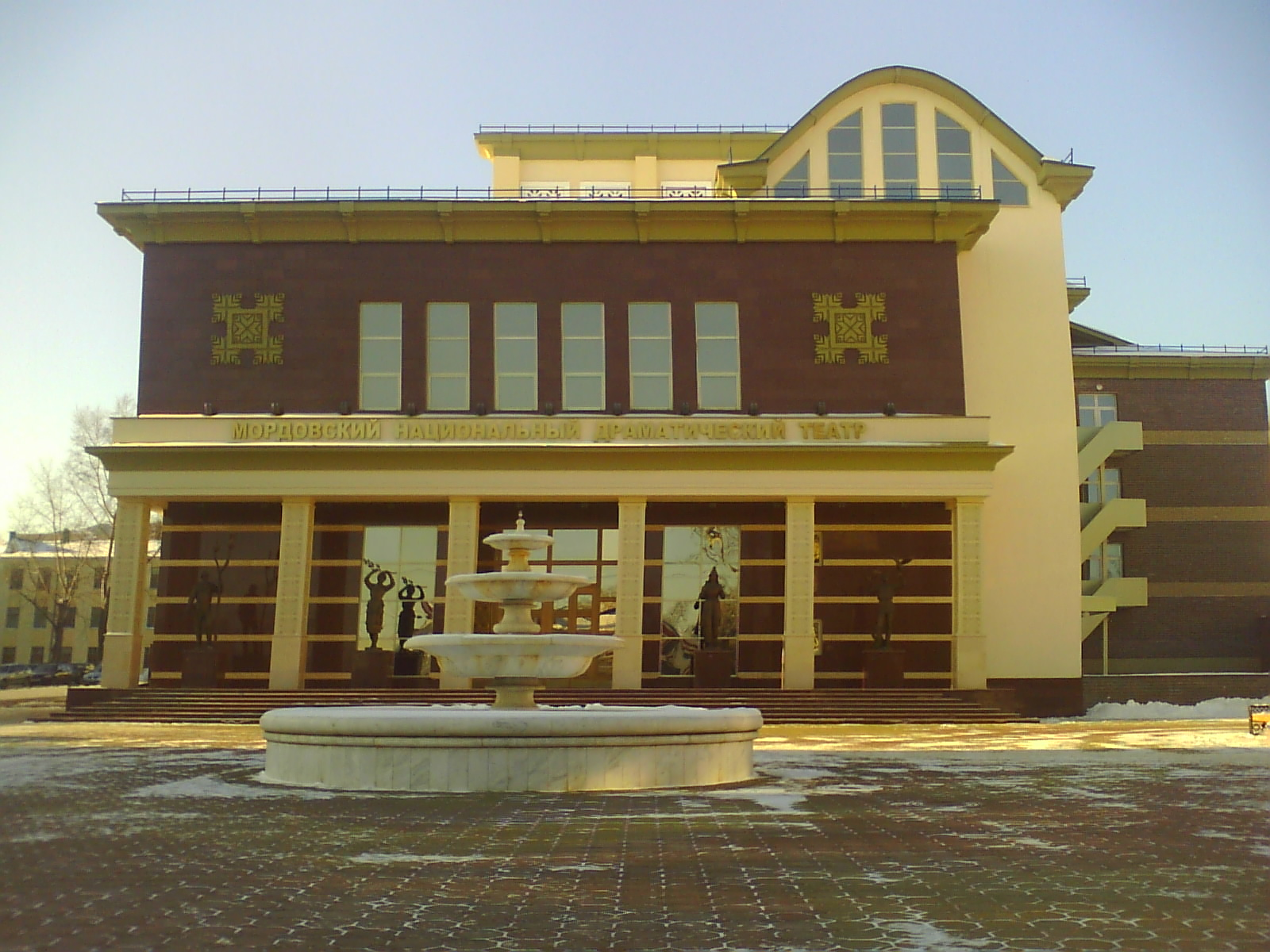
скульптурная группа перед Национальным театром — четыре бронзовые  фигуры: мокшанка с веткой цветущей яблони, эрзянка с чашей-братиной, старик, опирающийся на посох и юноша, выпускающий из рук птицу
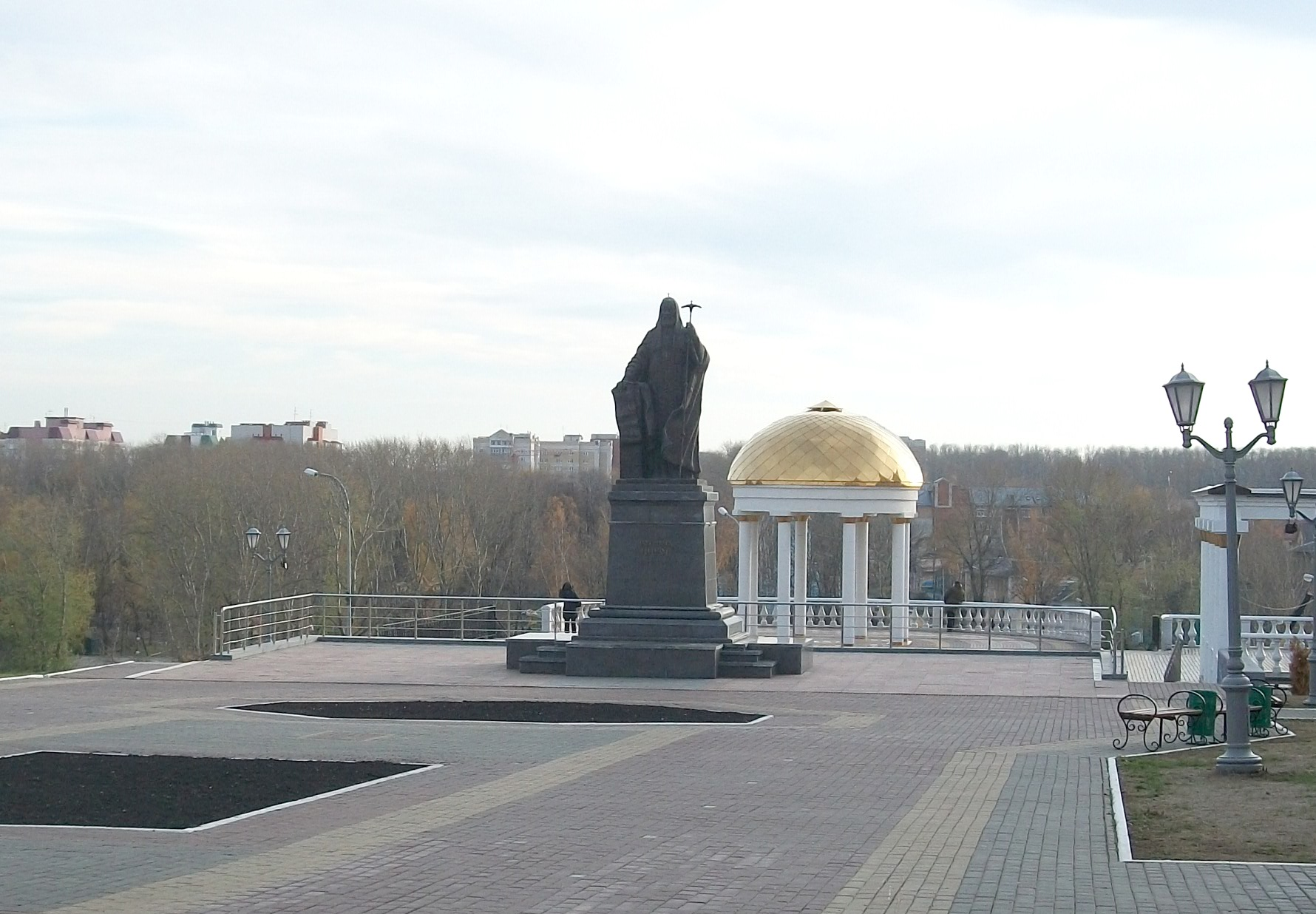
Памятник Патриарху Никону в городе Саранске
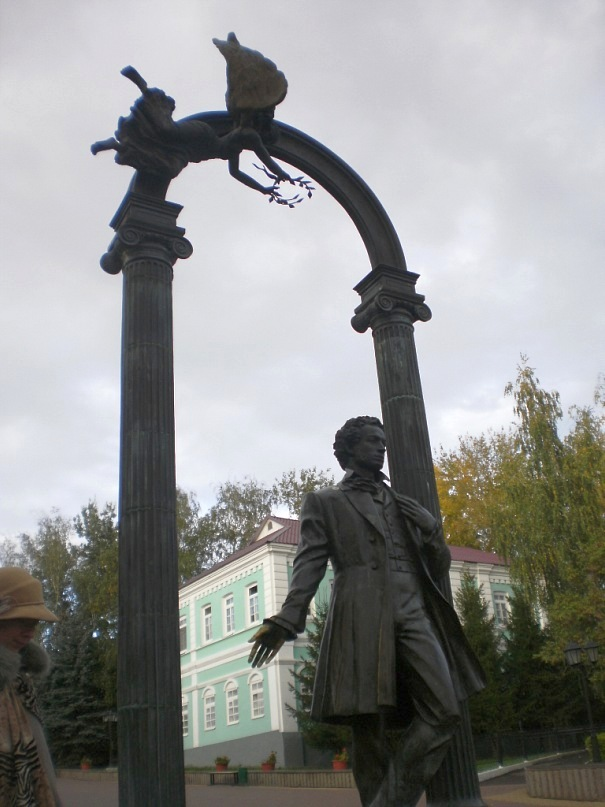
Памятник А.С. Пушкину в Саранске
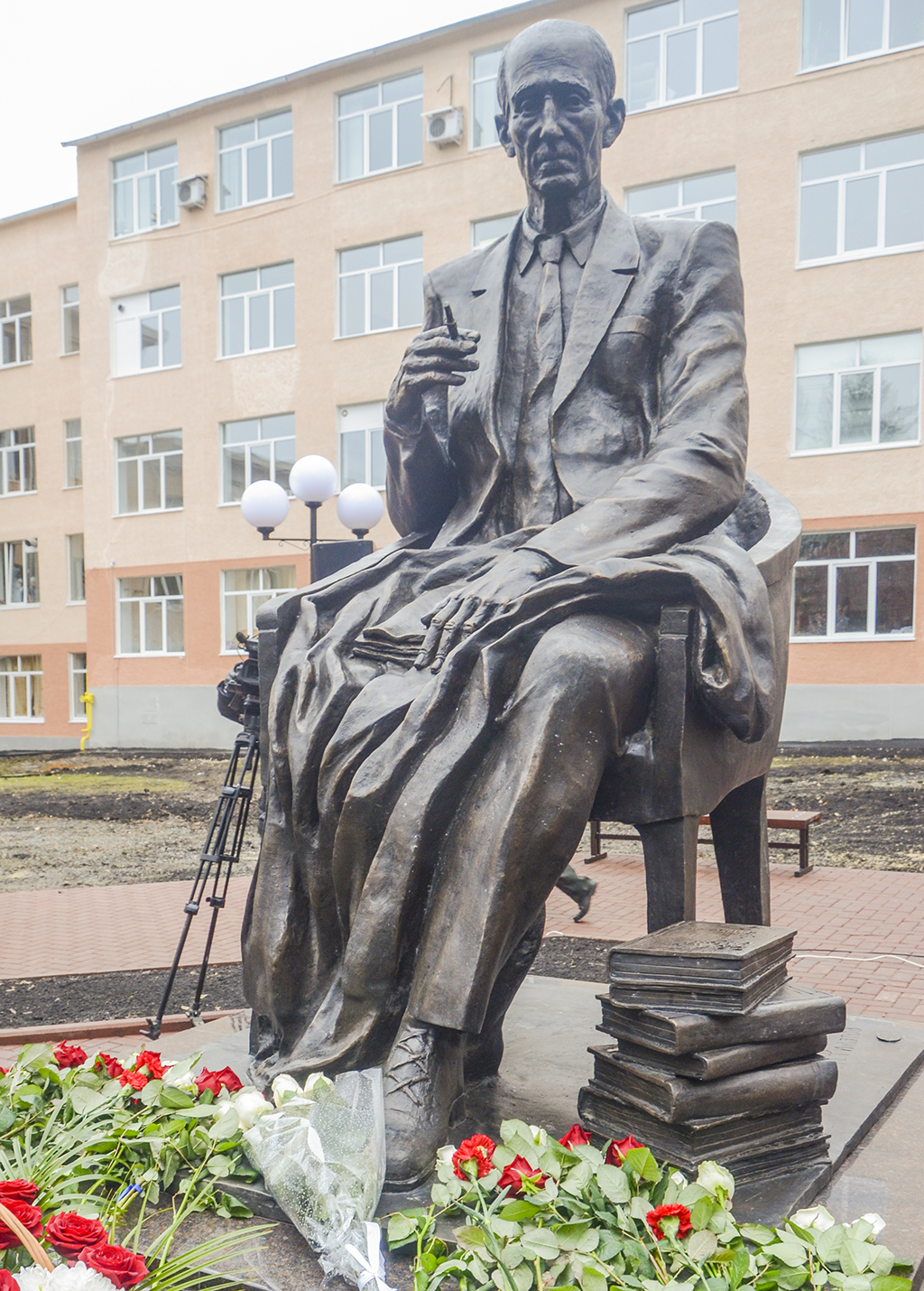
Памятник Бахтину Саранск
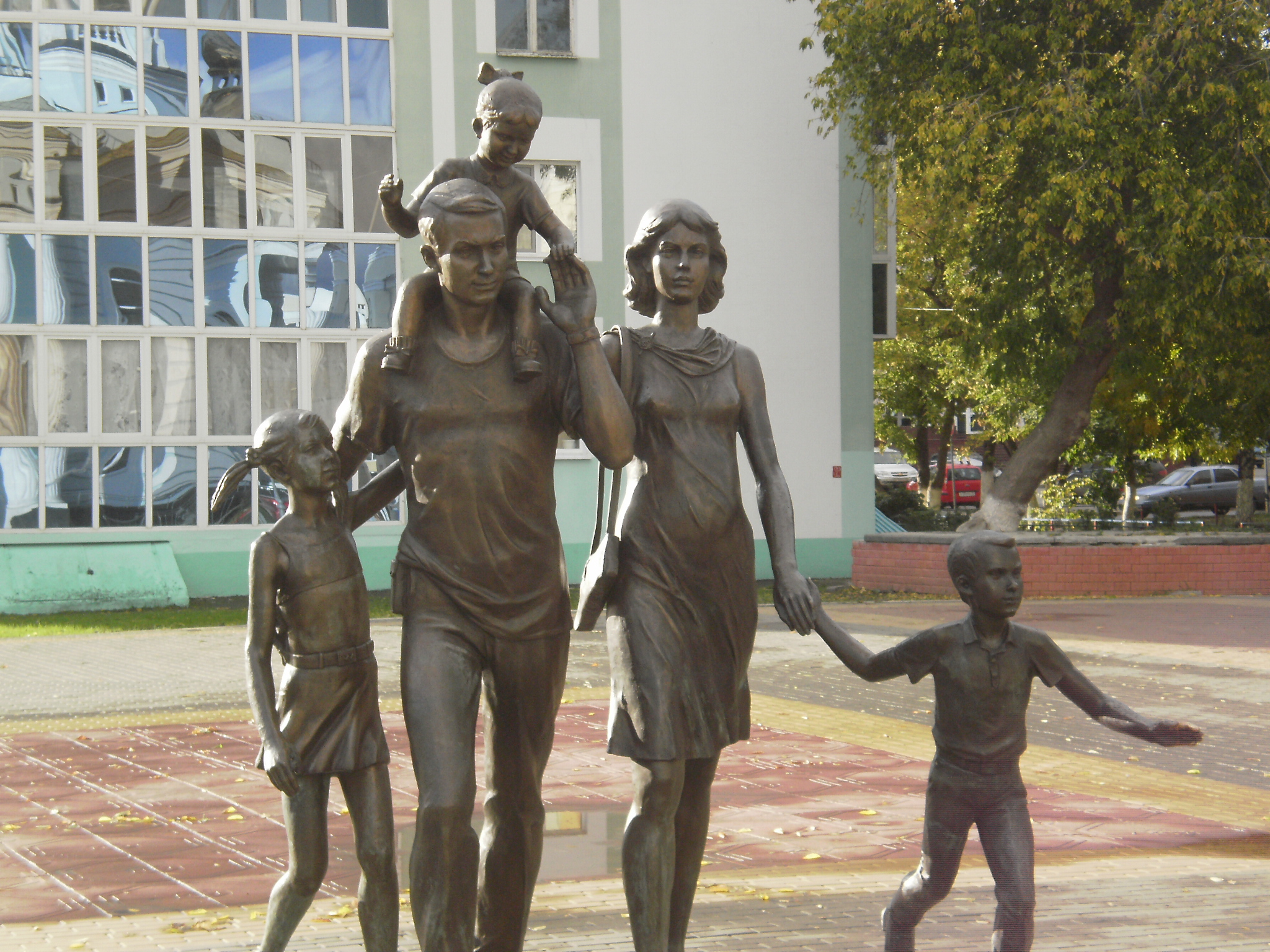
Памятник Семье
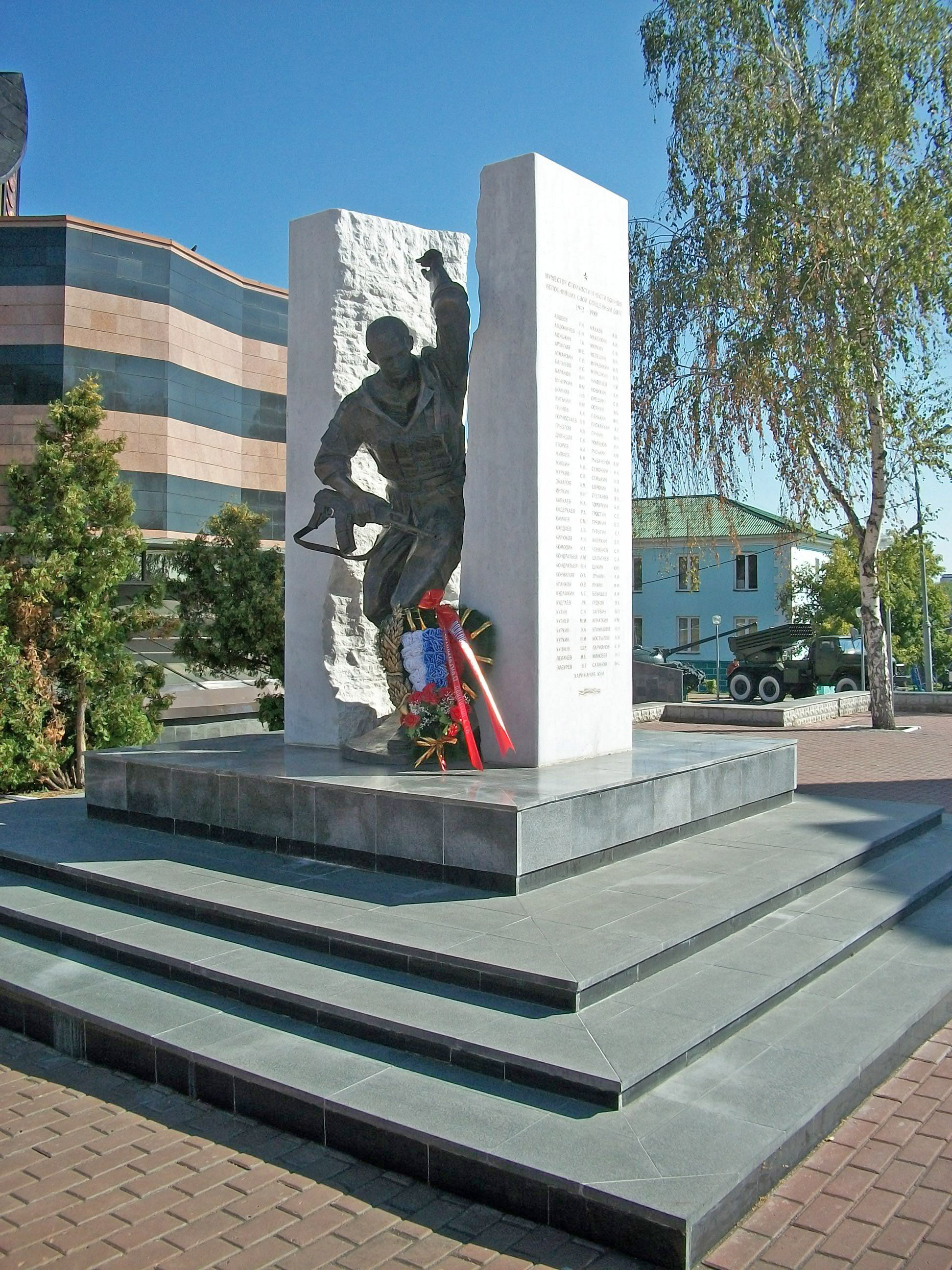
Памятник воинам-интернационалистам
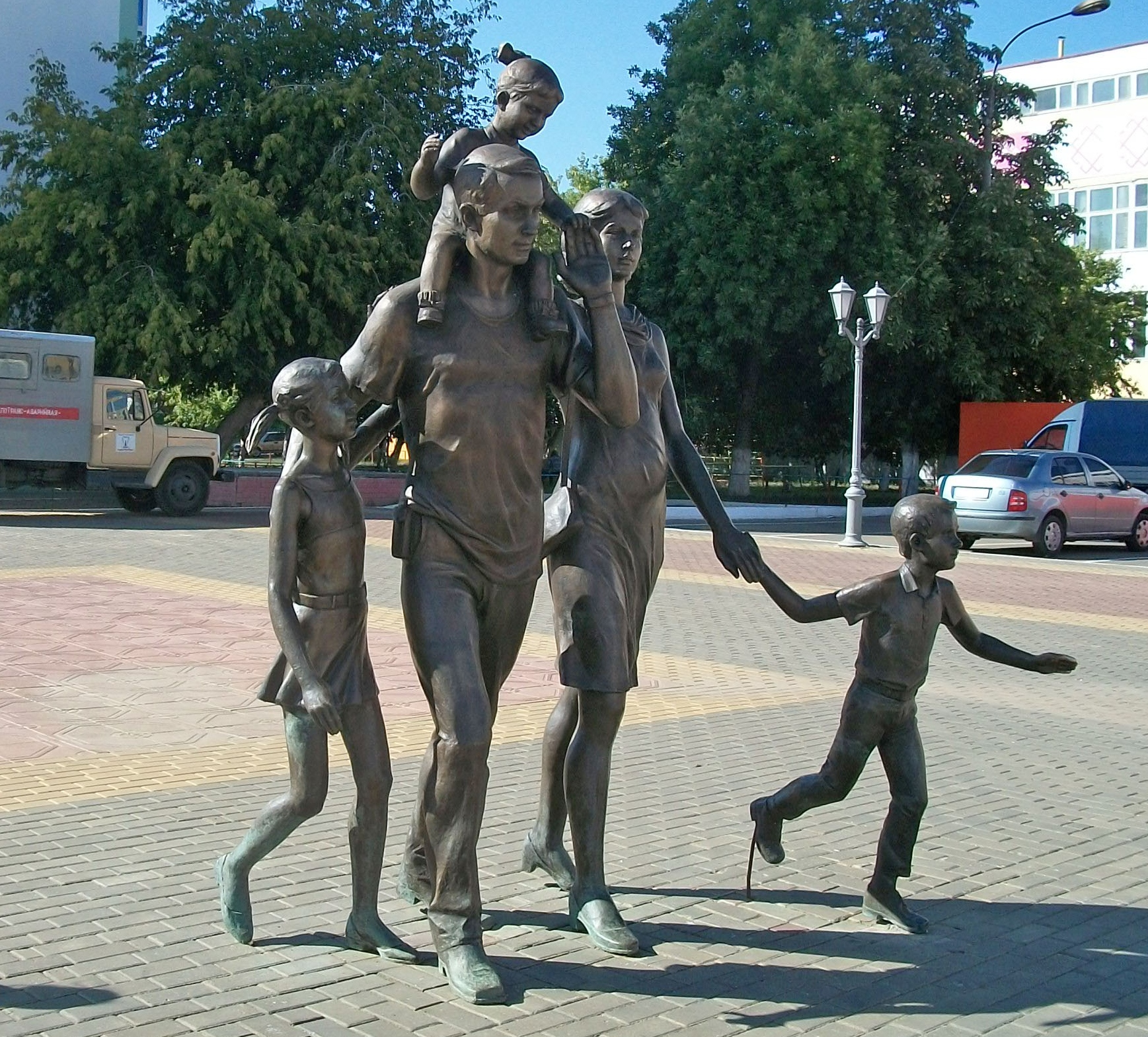
Family (Monument in Saransk)